# Wuyanzhiïta
La wuyanzhiïta és un mineral de la classe dels sulfurs.

## Característiques
La wuyanzhiïta és un sulfur de fórmula química Cu₂S. Va ser aprovada com a espècie vàlida per l'Associació Mineralògica Internacional l'any 2017. Cristal·litza en el sistema tetragonal.
L'exemplar que va servir per a determinar l'espècie, el que es coneix com a material tipus, es troba conservat a les col·leccions mineralògiques del museu geològic de la Xina, a Beijing, amb el número de catàleg m13712.

## Formació i jaciments
Va ser descoberta a la mina Baifang, situada al comtat de Changning, dins la prefectura de Hengyang, a Hunan (República Popular de la Xina). La mina Baifang és un camp de mines de coure i plata, que també produeix alguns minerals d'or, bismut i urani. Es tracta de l'únic indret on ha estat descrita aquesta espècie mineral.